# Оватонна (город, Миннесота)
Оватонна (англ. Owatonna) — город в округе Стил, штат Миннесота, США. На площади 32,8 км² (32,6 км² — суша, 0,2 км² — вода), согласно переписи 2002 года, проживают 24 533 человека. Плотность населения составляет 687,2 чел./км².
- Телефонный код города — 507
- Почтовый индекс — 55060
- FIPS-код города — 27-49300[1]
- GNIS-идентификатор — 0649095[2]

## Оватонна в массовой культуре
Некоторые сцены из фильма «Ангус» были сняты в самом городе или окрестностях, включая старшую школу Оватонна, ее футбольную команду и марширующий оркестр.
Большая часть немого фильма "The Root of Evil" была снята в Оватонне. Созданная командой из более чем 60 учащихся старшей школы, фильм получил 10 наград на восьми международных фестивалях.

## Известные уроженцы и жители
- Артур Фрай (род. 1931) - один из изобретателей бумаги для заметок, родился в Оватонне.
- Майкл Хегстранд (1957-2003) - профессиональный рестлер.
- Чарльз Эдвард Магун (1861-1920) - политик, юрист, судья и дипломат.
- Э. Г. Маршалл (1914[5]-1998[5]) - актер, известный по фильму «12 разгневанных мужчин».
- Гарри Уильямс (1879-1922) - автор песен, директор Мак Сеннета.
- Адам Янг (род. 1986) - создатель проекта Owl City.